# Секретные материалы (сезон 2)
Второй сезон сериала «Секретные материалы» в США выходил на телеканале FOX с 16 сентября 1994 года по 19 мая 1995 года, насчитывая 25 эпизодов.

## В ролях

### Главные актёры
- Дэвид Духовны — Фокс Малдер
- Джиллиан Андерсон — Дана Скалли

### Приглашённые актёры
- Митч Пиледжи — Уолтер Скиннер
- Стивен Уильямс — Икс
- Уильям Б. Дэвис — Курильщик
- Николас Лиа — Алекс Крайчек
- Том Брэйдвуд — Мелвин Фрохике
- Брюс Харвуд — Джон Фицджеральд Байерс
- Дин Хэглунд — Ричард Лэнгли
- Питер Донат — Уильям Малдер
- Шейла Ларкен — Маргарет Скалли
- Меган Литч — Саманта Малдер
- Стив Рэйлсбэк — Дуэйн Бэрри
- Брайан Томпсон — Инопланетный Охотник
- Рэймонд Дж. Барри — Ричард Мэтисон
- Ник Чинланд — Донни Пфастер
- Дон С. Дэвис — Уильям Скалли
- Линдси Гинтер — Чистильщик
- Мелинда Макгроу — Мелисса Скалли
- Ребекка Тулан — Тина Малдер
- Флойд Уэстерман — Альберт Хостин

## Список эпизодов
Знаком ‡ выделены эпизоды, относящиеся к т. н. «мифологии» сериала (его основной сюжетной линии).
| № общий | № в сезоне | Название                                          | Режиссёр          | Автор сценария                                                 | Дата премьеры    | Произв. код | Зрители в США (млн) |
| --- | ---------- | ------------------------------------------------- | ----------------- | -------------------------------------------------------------- | ---------------- | ----------- | ------------------- |
| 25 | 1          | «Маленькие зелёные человечки»‡ «Little Green Men» | Дэвид Наттер      | Глен Морган и Джеймс Вонг                                      | 16 сентября 1994 | 2X01        | 16.1                |
| Со смертью главного информатора, «Секретные материалы» оказываются закрытыми, а Малдер обнаруживает, что занимается обязанностями обычного агента ФБР. Он убеждён, что за ним следят, а его телефон прослушивается. Вскоре Малдер смывается с опостылевшей работы и отправляется в Пуэрто-Рико, где недавно была закрыта огромная радиоисследовательская лаборатория — обсерватория Аресибо. Там он находит доказательства и даже вступает в близкий контакт с пришельцами, однако его выслеживает Скалли. Вместе они пытаются сбежать с места событий до того, как прибудут армейские. |            |                                                   |                   |                                                                |                  |             |                     |
| 26 | 2          | «Хозяин» «The Host»                               | Дэниел Сакхайм    | Крис Картер                                                    | 23 сентября 1994 | 2X02        | 15.9                |
| На русском транспортном судне, пришвартованном у побережья Нью-Джерси, моряк, пытаясь починить гальюн, проваливается в очистную систему. Его наполовину обглоданное тело находят в канализационном коллекторе Ньюарка несколькими днями позже. Агент Малдер, отправленный на расследование этого дела, навещает в Ньарке детектива Нормана, который показывает Фоксу всё ещё неопознанный труп. Малдер ругается с Заместителем директора Уолтером Скиннером по поводу этого дела, поскольку воспринимает его как наказание за предыдущие поступки. |            |                                                   |                   |                                                                |                  |             |                     |
| 27 | 3          | «Кровь» «Blood»                                   | Дэвид Наттер      | Сюжет: Дэрин Морган Телесценарий: Глен Морган и Джеймс Вонг    | 30 сентября 1994 | 2X03        | 14.8                |
| Тихий городок Франклин, штат Пенсильвания, потрясает череда немотивированных кровавых убийств, совершаемых обычными мирными людьми, не замеченными прежде в проблемах с законом. Чтобы расследовать таинственное помешательство, в город прибывает агент Малдер. В ходе своего расследования он обнаруживает, что все убийства совершаются по чьему-то злому умыслу. |            |                                                   |                   |                                                                |                  |             |                     |
| 28 | 4          | «Бессонный» «Sleepless»                           | Роб Боумен        | Говард Гордон                                                  | 7 октября 1994   | 2X04        | 13.4                |
| В расследовании загадочных смертей в напарники Малдеру достаётся молодой агент ФБР Алекс Крайчек. Жилец звонит в службу спасения, чтобы сообщить о возгорании за своей дверью, но когда пожарные прибывают на место, то никакого пожара не обнаруживают, зато рядом с мёртвым хозяином квартиры находят использованный огнетушитель. Аутопсия, которую проводит Скалли, показывает, что внутренние органы погибшего будто сгорели, хотя внешне не выявлено никаких следов ожогов. Вторая смерть наводит агентов на связь между потерпевшими — оба мужчины в начале 1970-х гг. служили в морской пехоте. |            |                                                   |                   |                                                                |                  |             |                     |
| 29 | 5          | «Дуэйн Бэрри»‡ «Duane Barry»                      | Крис Картер       | Крис Картер                                                    | 14 октября 1994  | 2X05        | 13.9                |
| В 1985 году Дуэйн Бэрри был похищен пришельцами из своего дома в городке Пуласки (штат Виргиния). Восемью годами позже Бэрри стал буйным пациентом клиники для душевнобольных, отказывающимся принимать прописанные ему препараты и настаивающим на том, что пришельцы вернутся за ним. Он нападает на охранника, крадёт его пистолет, берёт в заложники главного врача психиатра Хакки, а затем сбегает. Бэрри стремится вернуться к месту своего первого похищения с доктором Хакки в надежде, что когда пришельцы вернутся, то заберут вместо него доктора. Но поскольку Дуэйн не может вспомнить, где же именно находится место его похищения, то он отправляется в бюро путешествий в Ричмонде и берёт трёх клерков оттуда в заложники вместе с доктором Хакки. Малдер и Алекс Крайчек вызваны на место захвата заложников.                                                                 |            |                                                   |                   |                                                                |                  |             |                     |
| 30 | 6          | «Восхождение»‡ «Ascension»                        | Майкл Лэнг        | Пол Браун                                                      | 21 октября 1994  | 2X06        | 15.5                |
| Малдер вместе со своим новым напарником Алексом Крайчеком отправляются на поиски Скалли, похищенной Дуэйном Бэрри. Скиннер хочет, чтобы Малдер бросил это занятие. Малдер уверен, что Бэрри похитил Скалли для того, чтобы предложить её пришельцам вместо себя. Он точно знает, куда ему надо, но вскоре становится очевидным, что есть некто, готовый приложить максимум усилий, чтобы остановить Малдера. Скиннер, в свою очередь, принимает судьбоносное решение. |            |                                                   |                   |                                                                |                  |             |                     |
| 31 | 7          | «Троица» «3»                                      | Дэвид Наттер      | Крис Руппенталь, Глен Морган и Джеймс Вонг                     | 4 ноября 1994    | 2X07        | 15.0                |
| В Лос-Анджелесе Гарретт Лорр, бизнесмен средних лет, уединяется в своём доме с незнакомкой, которую встретил на корпоративной вечеринке. Во время их занятий любовью в джакузи женщина кусает Лорра в шею, чтобы выпить его кровь. К женщине присоединяются двое мужчин, которые помогают ей убить Лорра, многократно протыкая его полыми иглами. На следующий день в Вашингтоне Малдер сдаёт удостоверение Скалли, пропавшего агента ФБР, в архив «Секретных материалов» в папку с её именем, при этом оставив себе её нательный крестик. По телефону его вызывают в Лос-Анджелес, и на месте убийства Лорра встречается с детективами лос-анджелесского полицейского управления, которые расследуют это дело. Выясняется, что последние три месяца Малдер отслеживал убийства с подобным почерком, которые происходили также в двух соседних штатах.                                           |            |                                                   |                   |                                                                |                  |             |                     |
| 32 | 8          | «Один вздох»‡ «One Breath»                        | Р. В. Гудвин      | Глен Морган и Джеймс Вонг                                      | 11 ноября 1994   | 2X08        | 15.3                |
| После внезапного появления Скалли в госпитале Вашингтона, все, включая Малдера и её мать, оказались в замешательстве — Дану уже считали мёртвой. Деталей происшествия выяснить не удалось — больница не могла объяснить, как пациентка попала к ним, но она пребывает в коме и подключена к аппарату искусственного дыхания. С помощью «Одиноких стрелков» Малдер узнаёт, что её ДНК изменена, а её иммунная система выключена. |            |                                                   |                   |                                                                |                  |             |                     |
| 33 | 9          | «Огнеход» «Firewalker»                            | Дэвид Наттер      | Говард Гордон                                                  | 18 ноября 1994   | 2X09        | 15.2                |
| Адам Пирс, учёный Калифорнийского технологического института, получает видеопередачу от «Огнехода», робота, посланного для вулканических исследований в штат Орегон на гору Авалон. «Огнеход» вещает изнутри вулканической пещеры, на дне которой Пирс замечает тело начальника сейсмологической исследовательской группы Фила Эриксона. Там же он видит тень, движущуюся по пещере — что невозможно из-за экстремально высоких температур в этом месте. Загадочная фигура из пещеры выводит из строя камеру «Огнехода», прекращая трансляцию. Пирс отправляется к Малдеру и Скалли, которым показывает видео с «Огнехода» и более ранний выпуск новостей с участием главы проекта Дэниела Трепкоса; Пирс принимал в проекте участие до тех пор, пока у него с Трепкосом не вышла ссора. Агенты берут дело, но Малдер сопротивляется поездке Скалли в Орегон, ссылаясь на её недавнее похищение. |            |                                                   |                   |                                                                |                  |             |                     |
| 34 | 10         | «Красный музей»‡ «Red Museum»                     | Уин Фелпс         | Крис Картер                                                    | 9 декабря 1994   | 2X10        | 16.1                |
| Малдер и Скалли вызваны для того, чтобы расследовать несколько похищений в городке Дельта Грин (Висконсин), где похищенные подростки впоследствии были обнаружены полураздетыми с надписью «Он избран» или «Она избрана» на спине. После встречи с шерифом Мазероски агенты первоначально подозревают расположившихся неподалёку представителей религиозного культа «Церковь Красного музея», основанного вегетарианцем Ричардом Одином. |            |                                                   |                   |                                                                |                  |             |                     |
| 35 | 11         | «Слава господня» «Excelsis Dei»                   | Стефан Суржик     | Пол Браун                                                      | 16 декабря 1994  | 2X11        | 14.2                |
| Агенты Фокс Малдер (Дэвид Духовны) и Дана Скалли (Джиллиан Андерсон) вызваны в Вустер (Массачусетс) в частный дом престарелых под названием «Excelsis Dei», чтобы расследовать дело медсестры, которая утверждает, будто была изнасилована невидимым существом. Покрытая несколькими синяками Мишель Чартерс говорит, что знает того, кто ответственен за происшедшее, и называет имя нападавшего — Хол Арден, престарелого обитателя лечебницы. При допросе Арден признаётся, что он заигрывал с медсестрой, но совершенно безобидно, ведь он слишком стар, чтобы сгодиться на что-либо ещё. |            |                                                   |                   |                                                                |                  |             |                     |
| 36 | 12         | «Обри» «Aubrey»                                   | Роб Боумен        | Сара Б. Чарно                                                  | 6 января 1995    | 2X12        | 16.2                |
| Малдера и Скалли вызывают в маленький полицейский участок городка Обри (штат Миссури), где было найдено тело агента ФБР, погибшего в 1942 году. Детектив, БиДжи Морроу, обнаружившая тело ночью посреди распаханного поля, не может толком объяснить, почему она стала копать именно в том месте, где позже нашли труп. В местной полиции также имеется дело о странном убийстве: молодая женщина, на груди которой было вырезано слово «сестра». Когда начальник Морроу, лейтенант Брайан Тилман, впервые увидел фото с места преступления, он подумал, что приезжие агенты ФБР владеют информацией по совершённому недавно убийству, однако снимкам уже более 60 лет. Малдер и Скалли подозревают, что между старыми и новыми убийствами есть некая связь. |            |                                                   |                   |                                                                |                  |             |                     |
| 37 | 13         | «Неотразимый» «Irresistible»                      | Дэвид Наттер      | Крис Картер                                                    | 13 января 1995   | 2X13        | 14.7                |
| Малдер и Скалли в Миннеаполисе идут по следу Дональда Эдди Фэстера — фетишиста, раскапывающего могилы недавно умерших молодых женщин в поисках фетишей. Вскоре трупов ему становится мало, и фетишист начинает жестоко убивать молодых женщин, в итоге выбрав своей очередной жертвой борющуюся с посттравматическим расстройством Скалли. |            |                                                   |                   |                                                                |                  |             |                     |
| 38 | 14         | «Длань Наказующая» «Die Hand Die Verletzt»        | Ким Мэннэрс       | Глен Морган и Джеймс Вонг                                      | 27 января 1995   | 2X14        | 17.7                |
| Скалли и Малдера вызывает шериф Нью-Гемпшира, когда в его городке обнаруживаются доказательства деятельности сатанинского культа. Один подросток уже погиб, и теперь все жители охвачены паранойей. Существует небольшое сомнение в том, что группа учащихся действительно ходила в лес, чтобы провести какую-то церемонию, но Скалли высмеивает любые предположения, что они стали чем-то иным, нежели обычными детьми, игравшими в лесу. Однако в ходе расследования становится очевидно, что кое-кто из ребятишек вовлечён в дьявольский культ, однако опасность несут совсем не они. |            |                                                   |                   |                                                                |                  |             |                     |
| 39 | 15         | «Свежие кости» «Fresh Bones»                      | Роб Боумен        | Говард Гордон                                                  | 3 февраля 1995   | 2X15        | 17.8                |
| Малдер и Скалли расследуют смерть солдата, проходившего службу в лагере беженцев с Гаити. Следствие выясняет, что комендант лагеря, полковник Уортон, систематически издевается над задержанными, а те мстят при помощи ритуалов вуду. При этом оказывается, что далеко не все смерти участников событий являются таковыми. |            |                                                   |                   |                                                                |                  |             |                     |
| 40 | 16         | «Колония»‡ «Colony»                               | Ник Марк          | Сюжет: Дэвид Духовны и Крис Картер Телесценарий: Крис Картер   | 10 февраля 1995  | 2X16        | 15.9                |
| Малдер и Скалли решают приняться за расследование, когда анонимно получают три газетных некролога на трёх людей, которые выглядят, как близнецы. Все они работали в клиниках по абортам и не являются братьями. Никто не знал, что во время патрулирования Арктических вод, подводная лодка США обнаружила транспорт пришельца и теперь Инопланетный охотник находится на свободе и совершает убийства. Мир Малдера переворачивается с ног на голову, когда ему звонит отец с просьбой срочно приехать домой. |            |                                                   |                   |                                                                |                  |             |                     |
| 41 | 17         | «Конец игры»‡ «End Game»                          | Роб Боумен        | Фрэнк Спотниц                                                  | 17 февраля 1995  | 2X17        | 17.5                |
| Малдер находит молодую женщину — свою сестру Саманту, похищенную пришельцами 22 года назад. Она рассказывает Фоксу, что за ними охотится пришелец и что её жизнь находится в опасности. Малдер и Скалли расследуют появление Инопланетного охотника, который похищает Скалли, чтобы обменять её на сестру Саманту. Поиски Саманты приводят Малдера к подводной лодке, с которой и началось всё дело. |            |                                                   |                   |                                                                |                  |             |                     |
| 42 | 18         | «Ужасающая симметрия» «Fearful Symmetry»          | Джеймс Уитмор-мл. | Стив Де Джарнатт                                               | 24 февраля 1995  | 2X18        | 16.5                |
| Малдер и Скалли расследуют гибель строителя дороги на объекте и разрушения в центре города, которые, судя по всему, могли быть вызваны сбежавшим слоном. Агенты проводят расследование в зоопарке города и приходят к выводу об инопланетном вмешательстве в его дела. |            |                                                   |                   |                                                                |                  |             |                     |
| 43 | 19         | «Точка спокойствия» «Død Kalm»                    | Роб Боумен        | Сюжет: Говард Гордон Телесценарий: Говард Гордон и Алекс Ганса | 10 марта 1995    | 2X19        | 17.1                |
| В Норвежском море команда американского эсминца «Ардент» в панике покидает судно, не обращая внимания на просьбы и угрозы капитана. Восемнадцать часов спустя шлюпку с сильно постаревшими за этот период моряками подбирает канадское рыболовецкое судно. В военно-морском госпитале Бетесды Малдер и Скалли навещают единственного выжившего члена команды — 23-летнего лейтенанта Ричарда Харпера, который выглядит как дряхлый старик. Малдер выясняет, что «Ардент» пропал в районе 65-й параллели, где уже неоднократно исчезали корабли. Малдер считает, что там имеет место «искривление во времени», которое связано с «Филадельфийским экспериментом», проводившимся во время Второй мировой войны. |            |                                                   |                   |                                                                |                  |             |                     |
| 44 | 20         | «Розыгрыш» «Humbug»                               | Ким Мэннэрс       | Дэрин Морган                                                   | 31 марта 1995    | 2X20        | 15.7                |
| Малдер и Скалли расследуют загадочные убийства людей, убитых непонятным существом, оставляющим странный шрам на теле жертвы. Расследование приводит агентов в шапито цирка уродов, где загадочные преступления продолжаются. |            |                                                   |                   |                                                                |                  |             |                     |
| 45 | 21         | «Калушары» «The Calusari»                         | Майкл Виджер      | Сара Б. Чарно                                                  | 14 апреля 1995   | 2X21        | 12.9                |
| Малдер и Скалли расследуют загадочную гибель ребёнка под колёсами детского поезда в парке аттракционов, на фотографии которой присутствует некая невидимая сущность. Расследование приводит агентов в дом семьи Холви, где бабушка погибшего ребёнка подозревает наличие дьявола в семье. |            |                                                   |                   |                                                                |                  |             |                     |
| 46 | 22         | «Ф. Эмаскулата» «F. Emasculata»                   | Роб Боумен        | Крис Картер и Говард Гордон                                    | 28 апреля 1995   | 2X22        | 14.0                |
| Малдер и Скалли расследуют таинственную эпидемию неизвестной болезни в тюрьме для пожизненно заключённых. К тому же двое заражённых заключённых сбежали, став разносчиками заразы. Выясняется, что фармацевтическая компания решила использовать заключённых как подопытных крыс, для тестирования лекарства, получаемого из жуков вида F. Emasculata. |            |                                                   |                   |                                                                |                  |             |                     |
| 47 | 23         | «Рассеянный свет» «Soft Light»                    | Джеймс Контнер    | Винс Гиллиган                                                  | 5 мая 1995       | 2X23        | 12.9                |
| Малдер и Скалли расследуют исчезновения людей, после которых на месте преступления оставались следы, похожие на отпечатки испарившихся людей на поверхностях в центре ядерного взрыва. Агенты вычисляют физика, который подвергся бомбардировке атомными частицами, которые превратили его в ходячую чёрную дыру, из-за чего учёный своей тенью мог испарять людей. |            |                                                   |                   |                                                                |                  |             |                     |
| 48 | 24         | «Наш городок» «Our Town»                          | Роб Боумен        | Фрэнк Спотниц                                                  | 12 мая 1995      | 2X24        | 14.5                |
| Малдер и Скалли расследуют пропажу эксперта с птицефабрики в городе Дадли, штат Арканзас. Там агенты наблюдают многочисленные случаи болезни Кройцфельда-Якоба. Агенты находят в реке, куда сбрасывают отходы с птицефабрики, трупы десятка людей, что после их детального анализа позволяет судить о том, что в городе процветает каннибализм. |            |                                                   |                   |                                                                |                  |             |                     |
| 49 | 25         | «Анасази»‡ «Anasazi»                              | Р. В. Гудвин      | Сюжет: Дэвид Духовны и Крис Картер Телесценарий: Крис Картер   | 19 мая 1995      | 2X25        | 16.6                |
| Малдер и Скалли получают на руки кассету с зашифрованными с помощью языка навахо материалами, которые подтверждают знание властей об инопланетянах. Эта кассета становится яблоком раздора между агентами, Крайчеком и Синдикатом. Кассета приводит агентов в резервацию индейцев навахо в штат Нью-Мексико, где старейшина племени помогает агентам расшифровать материалы с кассеты. Он также показывает Малдеру контейнер, в котором Малдер обнаруживает трупы инопланетян и гибридов, привитых от оспы. В это время Курильщик на вертолёте прилетает в это место, и, не найдя Малдера в контейнере, приказывает его сжечь. |            |                                                   |                   |                                                                |                  |             |                     |